# Georg Schwaiger (Historiker)
Georg Schwaiger (* 23. Januar 1925 in Hienheim, Niederbayern; † 9. November 2019 in München) war ein deutscher katholischer Prälat und Kirchenhistoriker.

## Leben
Georg Schwaiger wurde von 1943 bis 1945 im Reichsarbeitsdienst und in der Wehrmacht (Luftwaffe) verpflichtet; 1945 geriet er zunächst in englische, dann amerikanische und französische Kriegsgefangenschaft. Von 1945 bis 1947 studierte er Philosophie, Katholische Theologie und Geschichte an der Philosophisch-Theologischen Hochschule Regensburg. 1947 wechselte er an die Ludwig-Maximilians-Universität München. Schwaiger wurde 1950 mit der Dissertation Kardinal Franz Wilhelm als Bischof von Regensburg (1649–1661) zum Dr. theol. promoviert und war zunächst 1950/51 Kaplan in Wörth an der Donau. Am 26. März 1951 empfing er in Regensburg die Priesterweihe. 1955 habilitierte er sich mit der Schrift Die altbayerischen Bistümer Freising, Passau und Regensburg zwischen Säkularisation und Konkordat  für das Fach Kirchengeschichte an der Theologischen Fakultät der LMU München und war als Privatdozent tätig. Er war ein Schüler von Franz Xaver Seppelt.
Von 1962 bis 1971 war er Professor für Bayerische Kirchengeschichte an der Katholisch-Theologischen Fakultät der Ludwig-Maximilians-Universität München und von 1971 bis 1993 ebendort Professor für Kirchengeschichte des Mittelalters und der Neuzeit. Schwaiger war mehrmals Dekan der Katholisch-Theologischen Fakultät (1968–1969, 1979–1981, 1987–1989). 1993 wurde er emeritiert.
Er war Herausgeber der „Beiträge zur Geschichte des Bistums Regensburg“ und veröffentlichte mehrere Bücher, unter anderem zur Papstgeschichte, etwa das Kleine Lexikon der Päpste und das Werk Papsttum und Päpste des 20. Jahrhunderts. In der 3. Auflage des Lexikons für Theologie und Kirche verfasste Schwaiger zahlreiche biographische Artikel, insbesondere zu diversen Päpsten und anderen Gestalten der Kirchengeschichte.
Zu seinen Schülern bzw. wissenschaftlichen Mitarbeitern zählen Manfred Weitlauff (* 1936), Professor für Kirchengeschichte an der Universität München, Karl Hausberger (1944–2024), Professor für Kirchengeschichte an der Universität Regensburg, Hans Ammerich (* 1949), Direktor des Archivs des Bistums Speyer, Peter Pfister (* 1952), Direktor des Archivs des Erzbistums München und Freising, Anton Landersdorfer (* 1955), Professor für Kirchengeschichte an der Universität Passau, Manfred Heim (* 1961), Professor für Bayerische Kirchengeschichte an der Universität München, und Alexander Loichinger, Professor für Fundamentaltheologie und Religionswissenschaft an der Johannes Gutenberg-Universität Mainz.

## Ehrungen und Auszeichnungen
- 1981 – Ordentliches Mitglied der Kommission für bayerische Landesgeschichte bei der Bayerischen Akademie der Wissenschaften
- 1982 – Ernennung zum Päpstlichen Ehrenprälaten durch Papst Johannes Paul II.
- 1988 – Bundesverdienstkreuzes 1. Klasse des Verdienstordens der Bundesrepublik Deutschland
- 1990 – Festschrift zum 65. Geburtstag von Georg Schwaiger
- 1993 – Bayerischer Verdienstorden
- 1995 – Festschrift zum 70. Geburtstag von Georg Schwaiger
- 1997 – Kulturpreis der Bayerischen Landesstiftung
- 2002 – Ehrendoktorwürde der Theologischen Fakultät der Universität Regensburg

## Werke (Auswahl)
- Kardinal Franz Wilhelm von Wartenberg als Bischof von Regensburg (1649–1661) (= Münchener theologische Studien. Abteilung 1: Historische Abteilung. Band 6). München 1954 (zugleich Dissertation, München, Theologische Fakultät, 9. Dezember 1950).
- Die altbayerischen Bistümer Freising, Passau und Regensburg zwischen Säkularisation und Konkordat (1803–1817) (= Münchener theologische Studien. Abteilung 1: Historische Abteilung. Band 13). München 1959 (zugleich Habilitationsschrift, München).
- Die Reformation in den nordischen Ländern. München 1962.
- Ignaz von Döllinger. Antrittsvorlesung (= Münchener Universitätsreden. Neue Folge, Heft 37). München 1964 (online).
- Päpstlicher Primat und Autorität der allgemeinen Konzilien im Spiegel der Geschichte. München/Paderborn/Wien 1977, ISBN 3-506-74786-X.
- Johann Michael Sailer, der bayerische Kirchenvater. München/Zürich 1982, ISBN 3-7954-0108-9.
- (Hrsg.) Monachium Sacrum. Festschrift zur 500-Jahrfeier der Metropolitankirche Zu Unserer Lieben Frau in München. München 1994, ISBN 3-422-06116-9.
- (Hrsg.) Kloster Weltenburg – Geschichte und Gegenwart. Anton H. Konrad Verlag, Weißenhorn 2014, ISBN 978-3-87437-472-9.
- Papsttum und Päpste im 20. Jahrhundert: Von Leo XIII. zu Johannes Paul II. Verlag C. H. Beck, München 1999, ISBN 978-3-406-44892-8.